# Paulina Dutkiewicz-Raś
Paulina Dutkiewicz-Raś (ur. 8 października 1986 we Wrocławiu) – polska siatkarka, grająca na pozycji środkowej. Powoływana do szerokiej kadry reprezentacji Polski przez trenera Andrzeja Niemczyka.

## Sukcesy
- srebrny medal Mistrzostw Polski Kadetek z Gwardią Wrocław
- złoty medal Mistrzostw Polski Juniorek z Gwardią Wrocław
- brązowy medal Mistrzostw Polski Juniorek z Gwardią Wrocław
- 2010 – awans do I ligi z KS Piecobiogazem Murowaną Gośliną